# 도모나가 신이치로
도모나가 신이치로(일본어: 朝永 振一郎, 1906년 3월 31일 ~ 1979년 7월 8일)는 일본의 물리학자이다. 양자전기역학의 발전에 큰 영향을 끼쳤으며 그 공로로 1965년 리처드 파인먼과 줄리언 슈윙거와 노벨 물리학상을 수상했다.

## 생애
1906년 그는 도쿄도에서 도모나가 산주로(朝永三十郎)의 아들로 태어났다. 어릴 때는 병약하였으며 1913년 부친이 교토제국대학 교수로 취임하면서 교토로 이사갔다. 1937부터 1939년까지 독일 라이프치히에서 베르너 하이젠베르크 아래에서 연구 활동을 하였다. 제2차 세계 대전 이후 프린스턴 고등연구소 등에서 연구하였다. 니시나 요시오의 제자이다.
유카와 히데키와는 제삼고등학교, 교토제국대학 동창으로, 평생의 동료이자 라이벌로 지냈다. 권위적인 유카와 히데키와 달리 도모나가는 소탈한 성품이었으며, 유카와는 직관을 중시함에 비해 도모나가는 논리적인 전개를 선호했다. 학창 시절에는 도모나가 신이치로가 성적이 더 좋았으나, 정작 노벨 물리학상을 유카와 히데키가 먼저 받게 되자 그는 큰 충격을 받았다고 한다.

## 저서
- 《鏡の中の物理学 (거울 속의 물리학)》. 講談社. 1976년 6월. ISBN 4-06-158031-0.
- 《科学者の自由な楽園 (과학자의 자유로운 낙원)》. 岩波書店. 2000년 9월. ISBN 4-00-311522-8. 2010년 4월 17일에 원본 문서에서 보존된 문서. 2010년 4월 7일에 확인함.
- 《量子力学と私 (양자역학과 나)》. 岩波書店. 1997년 1월. ISBN 4-00-311521-X. 2010년 4월 17일에 원본 문서에서 보존된 문서. 2010년 4월 7일에 확인함.
- 《物理学とは何だろうか(上)》. 岩波書店. 1979년 5월. ISBN 4-00-420085-7. 2013년 9월 27일에 원본 문서에서 보존된 문서. 2014년 3월 21일에 확인함.
- 《物理学とは何だろうか(下)》. 岩波書店. 1979년 11월. ISBN 4-00-420086-5. 2013년 9월 27일에 원본 문서에서 보존된 문서. 2014년 3월 21일에 확인함.  한국어판: 《물리학이란 무엇인가》. 역자: 장석봉 · 유승을. 사이언스북스. 2002년 9월. ISBN 8983711035. [깨진 링크(과거 내용 찾기)]

## 참조
1. ↑  Hayakawa, Satio (December 1979). “Obituary: Sin-itiro Tomonaga”. 《Physics Today》 32 (12): 66–68. doi:10.1063/1.2995326.[깨진 링크(과거 내용 찾기)]
2. ↑  유카와 히데키와 도모나가 신이치로, 나카무라 세이타로, 1994